# دینو، کالابریا
دینو، کالابریا (aedina) جزیره‌ای در دریای تیرنی نزدیک به سواحل کالابریا است که در نزدیکی پرایا ا ماره قرار دارد. نام این جزیره یا از واژهٔ ایتالیایی آئدینا (یک معبد قدیمی) یا واژهٔ یونانی دینو به معنی گرداب یا طوفان گرفته شده‌است.